# Salvatore Maranzano
Salvatore Maranzano   (Castellammare del Golfo, 31 de juliol de 1886 - Nova York, 10 de setembre de 1931) fou un destacat membre de la Cosa Nostra italoamericana i siciliana durant el primer terç del segle xx. Emigrà als Estats Units al voltant dels anys vint i sent ja un reconegut criminal dins la jerarquia mafiosa siciliana. Un cop establert a Amèrica, Maranzano s'involucrà en negocis legals i il·legals com el contraban de licor durant la Llei Seca i passà a formar part del clan de Castellammare, que anys després acabaria dirigint.
Les tensions entre grups criminals italoamericans a Nova York van desembocar, el 1930, amb la coneguda com a Guerra de Castellammare, d'on Maranzano sortí victoriós després de l'assassinat de Giuseppe Masseria. Ell fou qui reorganitzà la Cosa Nostra seguint el model sicilià però després d'erigir-se com a cap de tots els caps o capo di tutti capi, Salvatore Maranzano és assassinat el 10 de setembre de 1931 dins la seva oficina de Manhattan.

## Primers anys a Sicília
Nascut el 31 de juliol de 1886 a Castellammare del Golfo, Sicília, Salvatore Maranzano fou el vuitè fill de Domenico Maranzano i Antonina Pisciotta. No es té massa informació de la infantesa i joventut de Maranzano però es coneix que, a diferència de molts joves sicilians de l'època, va rebre una educació de qualitat i fins i tot va assistir a seminaris per convertir-se en sacerdot de l'església catòlica. Gràcies a confessions com les de Joseph Bonanno i Charles Luciano, se sap que Maranzano parlava cinc llengües, entre elles el llatí, a més de ser un apassionat de l'imperi romà i, en particular, de Juli Cèsar.
El 1912 es casa amb Elisabetta Minore, germana de Salvatore Minore, un important cap criminal de la ciutat de Trapani, Sicília, conegut com a "Don Toto". A raó d'aquesta unió Maranzano és introduït als cercles mafiosos de Trapani i s'inicia la seva etapa com a membre de la delinqüència organitzada. Es creu que un cop dins el món criminal, Maranzano abandona els estudis i que gràcies a la seva bona educació, coneixements i maneres, força superiors a la mitjana de l'època, ascendeix ràpidament dins l'estructura criminal. Segons el testimoni de Melchiorre Allegra, Maranzano acabà convertint-se en cap criminal de tota la província de Trapani.

## Etapa criminal als Estats Units
En algun moment de 1915 Salvatore Maranzano és acusat d'haver estat involucrat en l'assassinat d'un policia però acaba sent absolt. Tot i l'absolució, Maranzano tenia la fama de ser un home de caràcter violent i molt proper a individus importants dins la jerarquia mafiosa siciliana. Gràcies a la seva capacitat i contactes, va convertir-se en un dels criminals més destacats de Castellammare del Golfo tot treballant per caps criminals com Salvatore Bonanno o Stefano Magaddino, pare i tiet, respectivament, de Joseph Bonanno.
Es desconeix quin fou l'any en que Maranzano decidí emigrar cap als Estats Units però se sap que va ser un cop acabada la Primera Guerra Mundial, el 1918, i principis dels anys vint. Del que sí hi ha constància és de l'entrada al país de la seva dona, Elisabetta Minore i dels seus 4 fills, Domenico, Antonina, Mariano i Angelo. Tots ells van arribar als Estats Units des de Palerm el 27 d'octubre de 1923 a bord del vaixell S.S. America i s'establiren al 93 de Truxton St., Brooklyn, on hi vivia Nicolo Maranzano, germà de Salvatore. Abans d'instal·lar-se definitivament als Estats Units, Maranzano hi va fer diversos viatges però retornà a Sicília per involucrar-se en un campanya política on donà suport al candidat Melchiorre Allegra el 1924.
No és fins al 18 de febrer de 1925 que Maranzano entra de forma oficial als Estats Units a bord del vaixell S.S. City of Seattle, que cobria la ruta entre L'Havana, Cuba i Miami, Florida. Salvatore Maranzano arriba als Estats Units com un criminal d'importància dins la jerarquia de la Cosa Nostra siciliana i poc després de desembarcar a Miami i retrobar-se amb la família a Nova York, viatge a la ciutat de Buffalo, on el cap criminal Stefano Magaddino l'introdueix a la comunitat d'immigrants provinents de Castellammare del Golfo, del que Magaddino n'era el cap. A finals de 1925, Maranzano es desplaça de nou a la ciutat de Nova York, en aquesta ocasió per presentar-se davant la comunitat d'immigrants de Castellammare del Golfo establerta a Brooklyn. És en aquesta trobada on coneix individus com Nicola Schiro, cap criminal de Nova York, o Joseph Bonanno, entre d'altres.

### Llei Seca (1920 - 1933)
El 25 de febrer de 1926 Maranzano creua la frontera entre els Estats Units i el Canadà i declara que és propietari d'una granja d'unes cinquanta hectàrees ubicada a Saltfleet, una comunitat fructícola del sud-est de la ciutat de Hamilton. En realitat, l'adquisició per part d'individus com Maranzano de grans extensions de terreny i propietats al Canadà, prop de la frontera amb els Estats Units, fou una pràctica habitual durant l'època de la Llei Seca ja que eren utilitzades com a destil·leries i magatzems de licor clandestí per posteriorment ser introduïts de contraban. Per a Maranzano, la compra d'una propietat a la localitat canadenca de Hamilton tenia sentit si es té en compte que aquest era un territori on hi operaven famílies criminals originaries de Castellammare com els Mazzara, DiBenedetto o Palmeri, tot ells aliats de Magaddino.
A més de la finca de Saltfleet, el 1928 Maranzano amplia el seu negoci de contrabandista de licor amb la compra d'una granja i vil·la d'estil colonial a Wappingers Falls, comptat de Dutchess, Nova York, i que serví com a punt de distribució un cop el licor clandestí entrava als Estats Units. Maranzano és qui catapulta Joseph Bonanno dins l'estructura criminal de la delinqüència organitzada a Nova York, convertint-lo en la seva mà dreta i en l'encarregat de supervisar les operacions de contraban de licor als estats de Pennsylvània i Nova York.
A finals dels anys vint, Maranzano esdevé el sotscap del clan de Castellammare de Brooklyn i Manhattan, just per sota del cap Nicola Schiro. La fama de Maranzano dins la Cosa Nostra siciliana i la seva capacitat d'adaptació als Estats Units, amb l'establiment d'una xarxa de negocis legals a més de ser el soci majoritari d'un dels conglomerats de destil·leries clandestines més importants, van catapultar la seva figura, no només dins el mateix clan o família, sinó també dins de l'entramat criminal de Nova York.

### Guerra de Castellammare (1930 - 1931)
Les tensions provocades pel control del negoci del licor clandestí, el desig de poder absolut de Masseria i la negativa del clan de Castellammare de sotmetre's a les seves demandes van desembocar amb l'assassinat, el febrer de 1930, de Gaspar Milazzo, cap criminal de Detroit i membre del clan de Castellammare. L'assassinat de Milazzo fou el detonant de les hostilitats entre ambdós grups però el líder del clan de Castellammare, Nicola Schiro, va accedir a les demandes de Masseria, qui li demanà un pagament de deu mil dòlars i que abandonés el lideratge de l'organització. Schiro, qui no volia entrar amb guerra amb Masseria, va acabar abandonant els Estats Units per tornar a la seva Sicília natal. Maranzano viatge fins a Buffalo per reunir-se amb Stefano Magaddino qui li assegura un flux constant de diners, armes, munició i homes en cas que s'inicií un enfrontament armat entre clans.
La fugida de Schiro deixà vacant la posició de cap del clan de Castellammare que, poc després, seria presa per Maranzano després d'una votació interna. El 15 de juliol de 1930 Vito Bonventre, tiet de Joseph Bonanno i un dels finançadors més destacats del clan de Castellammare, és assassinat a la porta de casa seva. Aquest segon assassinat d'un membre del clan per part del bàndol rival és el detonant que inicia les hostilitats entre ambdues organitzacions dirigides per Masseria i Maranzano. Exercint com a cap criminal en temps d'hostilitats, Maranzano estableix una sèrie de cases segures al llarg de Nova York i Long Island, on els diferents membres de l'organització podien amagar-se a més de planificar i preparar atemptats contra la banda rival. Cada casa segura estava liderada per un individu, qui tenia diversos "soldats" a càrrec. A més, l'organització disposava d'una xarxa d'individus encarregats de dur provisions com aigua, menjar, munició i armes a cada una de les localitzacions de la banda. Com a mesura de seguretat per a Maranzano i altres caps de l'organització, els desplaçaments es feien a bord de dos Cadillacs blindats acompanyats d'altres cotxes que li feien d'escorta. Per assabentar-se de les activitats i moviments de la banda de Masseria, Maranzano tenia a sou i com a espies diversos taxistes de la ciutat de Nova York que solien treballar en barris controlats per Masseria.
Gaetano "Tom" Reina, cap de la família criminal Reina del Bronx, es posicionà a favor del clan de Castellammare i poc temps després, el 26 de febrer de 1930 i a la sortida d'un edifici d'apartaments del Bronx, Vito Genovese acaba amb la vida de Reina. Després de l'assassinat de Tom Reina, Masseria instal·la a Joseph Pinzolo com a cap de la família criminal Reina. Pinzolo, tot i haver estat un individu de confiança de Reina, fou proper a Masseria fins al 5 de setembre de 1930, quan és assassinat a trets a la seva oficina de Broadway, Manhattan.
El 15 d'agost de 1930 Giuseppe Morello, mà dreta de Masseria i fundador d'una de les primeres organitzacions de tipus mafiós als Estats Units, és assassinat a trets a la seva oficina a 352 East 116 Street de East Harlem. Tot i pertànyer a l'organització de Masseria, Charles Luciano va defensar que foren ell i Albert Anastasia els qui, a través de Frank Scalise i el mateix Anastasia, mataren Morello. D'altra banda, Joseph Bonanno i Joe Valachi van defensar que qui va acabar amb la vida de Morello fou Sebastiano Domingo, un assassí a sou de Chicago contractat per Maranzano. És després de les morts de Morello primer i Pinzolo segon, quan Masseria col·loca a Manfredi Mineo com el seu conseller i mà dreta a més de limitar tots els seus desplaçaments. Segons els relats de Luciano i Bonanno durant aquest període, els membres d'ambdós bàndols gairebé no es deixaven veure pels carrers de Nova York i sovint feien vida en cases segures, mentre uns dormien altres vigilaven.
El 23 d'octubre de 1930 Joseph Aiello, cap criminal de Chicago, enemic de Al Capone i proper a Maranzano, és assassinat a ordres de Masseria mentre que el 5 de novembre d'aquell mateix any, un dels assassins de Aiello, cap de la família criminal Mineo de Brookyln i mà dreta de Masseria, Manfredi Mineo, és abatut a trets juntament amb Stefano Ferrigno a la sortida d'un edifici d'apartaments al Bronx. A finals de 1930, l'organització dirigida per Masseria havia patit cops importants i molts dels seus caps havien estat eliminats. Alguns aliats de Masseria com Carlo Gambino, Frank Scalise o Vincent Mangano van desertar, alguns com Charles Luciano, Vito Genovese o Albert Anastasia començaven a estar descontents amb la gestió de Masseria mentre que altres com Al Capone van decidir mantenir-se al marge.
A principis de 1931 i amb l'objectiu d'acabar amb la Guerra de Castellammare, Luciano decideix reunir-se amb Maranzano per idear la mort de Masseria, prendre el control de l'organització i pactar la pau entre ambdós bàndols.
Segons el relat del mateix Luciano, al voltant de les dotze del migdia del 15 d'abril de 1931 i des de la mateixa oficina de Masseria, ubicada a la Segona Avinguda de Manhattan, Luciano va utilitzar el telèfon del seu cap per reservar una taula al restaurant Nuova Villa Tammaro de Coney Island, un dels restaurants preferits de Masseria. L'excusa per convidar-lo a dinar fou que moments abans de la trucada, Luciano havia exposat un pla per acabar amb la vida de diversos lloctinents de Maranzano i, per tal de celebrar la futura massacre i amb el pretext que un cop d'aquelles característiques comportaria la rendició del seu enemic i la fí dels enfrontaments, Masseria va acceptar ser convidat a un dinar de celebració. Després de dinar pasta, llagosta Fra Diavolo, postres i cafè, Luciano va suggerir jugar unes partides de Klaberjass i va demanar una baralla de cartes a Gerardo Scarpato, copropietari del restaurant i amic i conegut de diversos criminals de l'època. Poc després de començar la partida, Luciano va excusar-se per anar al servei i, un cop allà, quatre homes armats van entrar al restaurant i van disparar a Masseria per l'esquena, causant-li la mort. Després de sentir els trets Luciano va dirigir-se de nou al menjador del restaurant i ell mateix va alertar a la policia, al·legant que en el moment dels fets ell no era a la taula amb Masseria, que no va veure res i que no tenia idea de qui hauria volgut acabar amb la vida del seu amic. Mai ningú no fou condemnat per l'assassinat de Masseria ni tampoc se sap si el mateix Scarpato va col·laborar-hi d'alguna manera. Poc després dels fets, Scarpato i la seva família van fugir cap a Europa per acabar tornant als Estats Units el juny de 1932. El setembre d'aquell mateix any el cos de Gerardo Scarpato fou trobat sense vida dins una bossa i dins el maleter d'un cotxe abandonat.

### Reorganització de la Cosa Nostra
A mitjans de 1931 i després de les nombroses baixes que van patir ambdós bàndols així com els grups o famílies criminals que els integraven, es reconeixen nous caps que prenen el lideratge de la Cosa Nostra a Nova York. L'antiga família Schiro estava liderada per Salvatore Maranzano i Angelo Caruso com a segon, la família criminal Reina passà a mans de Thomas Gagliano com a cap i Thomas Lucchese com a sotscap, Frank Scalise va ser escollit cap de la família criminal Mineo, Charles Luciano com a cap i Vito Genovese com a sotscap de la família criminal Masseria i Joseph Profaci com a cap i Joseph Magliocco com a sotscap de la família criminal Profaci.
Es creu que Maranzano va reorganitzar l'estructura de les diverses famílies inspirant-se en les legions romanes on, a més de ser el cap de l'antiga família criminal Schiro, s'erigia com el cap criminal més important, és a dir, com a cap de tots els caps. En la nova estructura, els diferents clans o famílies passaven a ser dirigides per un pare, cap o representant, amb control total sobre l'organització. Com a segon, es va instal·lar un sotscap, encarregat d'assistir el cap i de dirigir els estaments inferiors, sempre seguint les ordres del seu superior. Seguidament hi havia grups d'uns 10 individus, assignats en un territori determinat i dirigits per un capo, capodecina o capità. En realitat, Maranzano va modelar la Cosa Nostra estatunidenca seguint el model sicilià i instaurà tota una sèrie de normes que, com la omertà o llei del silenci, de ser trencades comportaven la pena de mort.
Segons el relat de Luciano, fou durant aquesta reorganització celebrada a l'hotel Grand Concourse del Bronx on diversos caps criminals com el mateix Luciano van concloure que havien canviat un dictador fet a l'antiga, Masseria, per un altre d'igual, Maranzano. El nou cap, d'igual forma que l'anterior, volia que els diferents grups criminals i, per definició, tot l'entramat criminal de la Cosa Nostra, estigués compost única i exclusivament per italians d'origen sicilià. Aquest fet no va agradar a individus com Luciano que, tot i ser sicilià, creia que la norma era antiquada i perjudicial pels negocis, ja que deixava fora gent de la seva confiança com Meyer Lansky, Albert Anastasia o Frank Costello.

### Cap de tots els caps
Després de la presa de poder, Salvatore Maranzano va esdevenir un líder molt controlador i desconfiat de tots aquells que, durant i després de la Guerra de Castellammare, havien format part del bàndol contrari o senzillament no li havien donat el suport que ell creia que mereixia. La seva actitud provocà un fort descontentament entre els diferents caps, qui van començar a veure en Maranzano un líder venjatiu i amb una creixent fam de poder.
L'1 d'agost de 1931, Maranzano va organitzar un banquet per celebrar la fí de les hostilitats i per recollir fons per la festa benèfica de Madonna del Soccorso. Hi convidà diversos caps de la Cosa Nostra estatunidenca i l'indret escollit per celebrar l'acte fou el restaurant Nuova Villa Tammaro, on tres mesos abans Giuseppe Masseria havia estat assassinat a trets. Es creu que la suma total de donacions fou d'entre 100.000 i 115.000 dòlars però que alguns líders com Steffano Magaddino de Buffalo va negar-se a fer cap contribució. Tot i que part dels diners recaptats s'havien de destinar com a compensació per aquells individus i famílies que més havien patit durant la Guerra de Castellammare, Maranzano va quedar-se la totalitat de les donacions sota el pretext que molt possiblement hi hauria una nova guerra i, per tant, les donacions servirien per sostenir l'organització durant l'hipotètic conflicte. En especial, Maranzano va manifestar a membres de la seva família criminal que calia desfer-se d'individus com Luciano, Capone, Costello, Mangano, Genovese o Adonis. El primer de la llista a ser eliminat fou Vincent Mangano, Frank Scalise, qui havia estat nomenat cap de la família criminal Mineo amb l'ajuda de Maranzano, rep d'aquest l'ordre d'acabar amb la seva vida. Scalise acceptà l'encarrec però ho confessà a Joseph Biondo, un important mafiós proper a individus com Schultz o Luciano, qui cità al mateix Mangano, Luciano i Al Capone, per considerar el futur de Maranzano com a cap.
La fi de Salvatore Maranzano va precipitar-se quan Tommy Lucchese, aliat de Maranzano però molt amic de Luciano s'assabentà de l'existència d'una llista de noms d'individus que Maranzano volia morts i els alertà. D'entre aquests noms hi havia els de Luciano, Genovese, Costello, Adonis o Dutch Schultz, entre d'altres. Segons el relat de Joseph Bonanno, Lucchese va alertar que Maranzano havia contractat els serveis d'un sicari del Bronx anomenat Vincent "Mad Dog" Coll per acabar amb la vida d'ambdos Luciano i Genovese. El plà de Maranzano era el de citar-los a la seva oficina de Manhattan i, un cop allà, deixar que Coll els assassinés. D'altra banda, Luciano va confessar que qui donà l'alerta fou Harry Rosen, un criminal de Filadèlfia que comunicà les intencions de Maranzano a Frank Costello.

## Assassinat

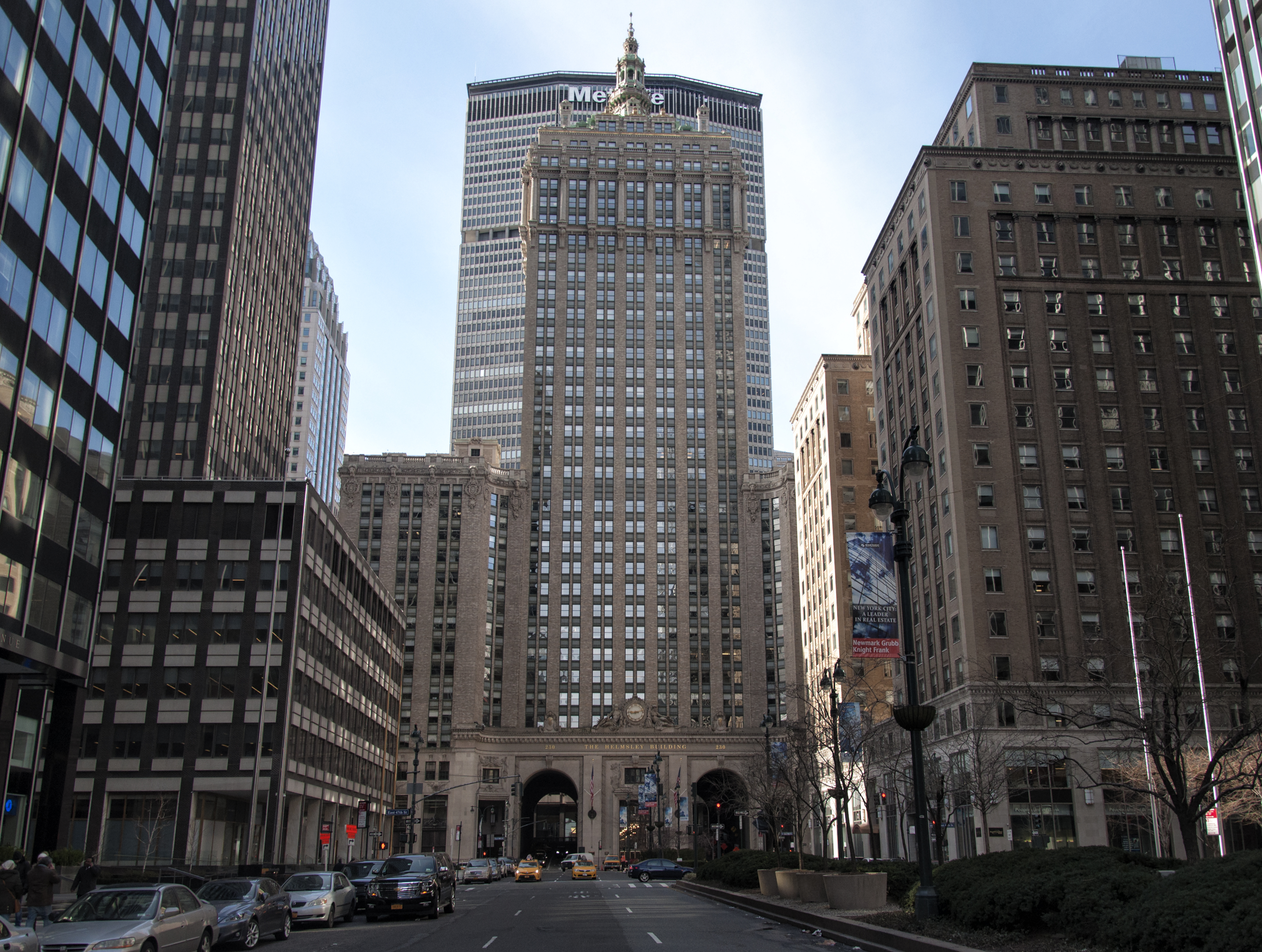
Façana de l’edifici Helmsley, al 230 de Park Avenue de Nova York, on Maranzano tenia la seva oficina, situada a la novena planta.

El 10 de setembre de 1931, Salvatore Maranzano convidà Charles Luciano i Vito Genovese a una reunió a la seva oficina. Luciano, convençut que Maranzano planejava assassinar-lo aquell mateix dia, decidí no presentar-s'hi personalment, però hi envià quatre assassins a sou que es feren passar per agents de l'Internal Revenue Service (hisenda nord-americana). Segons informacions facilitades per Thomas Lucchese i Meyer Lansky (o, segons altres fonts, Davey Rosen), Maranzano era conscient que els seus negocis legals estaven sota sospita i que era probable un escorcoll imminent per part dels agents federals. Per aquest motiu, havia ordenat retirar qualsevol prova comprometedora i arma de foc de l’oficina, i instruí els seus guardaespatlles perquè anessin desarmats.
Aquest fet fou aprofitat per Luciano, que envià quatre individus d'origen jueu —desconeguts per Maranzano— a l’oficina situada a la novena planta del número 230 de Park Avenue, just damunt de l’estació Grand Central de Nova York. Els suposats agents emmanillaren els guardaespatlles com si es tractés d'una operació policial i, un cop dins del despatx, assassinaren Maranzano a ganivetades i trets.
Cap persona no fou mai acusada ni condemnada per aquest crim, que restà oficialment com a cas no resolt. Amb el pas dels anys, diversos membres del crim organitzat afirmaren que Abraham Weinberg i Samuel Levine foren els autors materials de l’assassinat. Segons el seu relat, ells dos entraren a l’oficina per executar Maranzano, mentre que els altres dos membres de l’escamot restaren a fora controlant els guardaespatlles i el personal secretarial.
Temps després, figures com Joseph Bonanno afirmaren que Thomas Lucchese es trobava també a l’edifici durant l’atac, amb la funció de guiar els assassins fins al despatx concret i de confirmar posteriorment que Maranzano havia estat eliminat. Segons aquestes fonts, es confirmà que Maranzano havia contractat els serveis del sicari Vincent Coll per assassinar Luciano i Genovese, fet que es demostraria quan Lucchese es trobà amb Coll pujant les escales cap a l’oficina de Maranzano, on s’havia de produir la suposada reunió amb Luciano i Genovese.

### Autòpsia i enterrament
Segons l'informe d'autòpsia practicat l'11 de setembre de 1931 per les autoritats forenses de la ciutat de Nova York, Salvatore Maranzano hauria mort cap a la una del migdia del dia anterior, 10 de setembre, com a conseqüència de múltiples ferides d'arma blanca i d'arma de foc que li provocaren hemorràgies letals. El document especifica que la causa principal de la mort fou una combinació de ferides de bala i ganivetades, amb hemorràgia com a resultat immediat, i classifica el cas com a homicidi. Segons el mateix informe, el cos de Maranzano presentava cinc ferides d’arma blanca —dues a l’abdomen, una al pit, una a la base del coll i un tall profund al llarg del coll—, així com tres impactes de bala, tots ells a l'alçada del pit. Segons alguns relats posteriors, Maranzano hauria intentat defensar-se de l'atac i oposar resistència als agressors. Els assaltants, després de provocar-li diverses ferides amb arma blanca, s'haurien vist obligats a utilitzar les armes de foc per assegurar la seva mort.
El certificat també recull que Maranzano, de 45 anys, residia habitualment al número 2706 de l'Avinguda J, a Brooklyn (Nova York), i que s'havia dedicat al negoci del peix (Fish Business). Segons la mateixa font, portava aproximadament deu anys residint tant als Estats Units com a la ciutat de Nova York. Hi consten també els noms dels seus pares: Domenick Maranzano i Antonia Pisciotta, tots dos nascuts a Itàlia.
El cos de Maranzano fou enterrat el dia 15 de setembre de 1931 al cementiri de St. John, al barri de Queens, Nova York.

### Investigacions policials

#### Xarxa de tràfic de persones
Poques hores després de l'assassinat de Maranzano, la policia trobà una agenda al carrer, just sota la seva oficina. A l’interior hi figuraven noms i dades de contacte d’una cinquantena de persones, entre les quals hi havia criminals, advocats, funcionaris i polítics. Segons la policia, es creu que Maranzano hauria llençat l’agenda per la finestra en adonar-se de la presència del que ell creia que eren agents del Departament del Tresor. La investigació policial determinà que la cal·ligrafia de l’agenda coincidia amb la de Maranzano.
El febrer de 1931, set mesos abans de l’assassinat, les autoritats federals nord-americanes havien iniciat una investigació sobre Maranzano i el seu entorn en el marc d’una operació contra el tràfic de persones, centrada específicament en el transport de migrants italians cap als Estats Units. A l’agenda trobada al carrer hi constaven diversos noms que ja estaven sent investigats per aquest tipus de delictes, i durant l’escorcoll posterior de l’oficina també es trobaren diverses cartes i correspondència relacionada amb mètodes per evadir les lleis d’immigració estatunidenques.
Malgrat les diverses detencions practicades tant als Estats Units com al Canadà i a Europa —entre les quals la del soci de Maranzano, James Alascia— el cas va acabar arxivant-se en no poder-se demostrar la implicació del ja difunt Maranzano. Segons les memòries de Joseph Bonanno, Maranzano utilitzava les oficines del 230 de Park Avenue —llogades a través del seu soci Alascia sota el nom fictici de Eagle Building Corporation— per dirigir tant els seus negocis legals com les activitats il·lícites. Entre aquestes operacions s’hi incloïen participacions en el sector de la construcció i l’immobiliari, una empresa dedicada a la importació d’aliments, una flota de vaixells pesquers i una planta de processament de peix situada a Ocean City, Nova Jersey.

#### Assassinat de Maranzano
Dies després de l'assassinat de Salvatore Maranzano, la policia detingué tres individus vinculats a la víctima en una operació policial a Brooklyn. Un d’ells era el seu soci empresarial, James Alascia, mentre que els altres dos eren Stefano Rannelli i Felix Mule.
Durant el registre del lloc dels fets, els agents localitzaren una pistola del calibre .38 a les escales d’emergència, amb la qual s’havien disparat tres bales. Una segona arma de foc, completament carregada, fou trobada a la mateixa escala, a l’altura de la segona planta. A més, a terra de l’oficina, es recuperà una stiletto —una daga estreta i punxeguda—, presumptament utilitzada per un dels assaltants per apunyalar Maranzano.
Malgrat que una dotzena de persones es trobaven a l’edifici en el moment dels fets, cap d’elles pogué oferir informació concloent a la policia. James Alascia declarà que ell havia arribat a l’oficina just quan els assaltants ordenaven a tothom posar-se de cara a la paret, incloent-lo a ell. Segons el seu testimoni, fou en aquell moment quan escoltà diversos trets provinents del despatx de Maranzano.
Tot i els nombrosos testimonis recollits i les proves materials trobades a l’escena, el cas fou classificat com a no resolt, i ningú no fou acusat formalment ni condemnat per l’assassinat de Maranzano.

## Vida personal
Salvatore Maranzano va néixer en el si d'una família siciliana amb prou recursos com per proporcionar-li uns estudis molt superiors als de la majoria de joves de la Sicília de finals del segle XIX. Va ser un home profundament religiós, amb una fe catòlica destacada, fins al punt que va assistir a seminaris amb la intenció de convertir-se en sacerdot. Durant aquesta etapa de formació, es va sentir especialment atret per la cultura romana i per tot allò relacionat amb l'Imperi Romà, i desenvolupà una devoció particular per la figura de Juli Cèsar.
La seva vida va donar un gir el 1912, quan es casà amb Elisabetta Minore i s'endinsà en el món de la delinqüència organitzada siciliana. A més de dur a terme encàrrecs per a la família Magaddino, Maranzano inicià diversos negocis legals relacionats amb el sector de l'alimentació.
Maranzano no fou el primer membre de la seva família a emigrar als Estats Units. L'any 1902, els seus parents Angelo i Giuseppe Maranzano s'havien establert a Nova York, on ja hi residia un tiet de la família, anomenat Calogero Navarra.
Segons el relat de Joseph Bonanno, Maranzano era un home d'aproximadament 1,75 metres d'alçada, molt religiós, seriós i amb facilitat per recórrer a la violència. No tolerava la impuntualitat i sempre vestia amb un estil conservador, habitualment amb vestits grisos o blaus. Un cop establert als Estats Units, va viure inicialment en una casa situada a la 14th Street amb la Segona Avinguda de Manhattan. El maig de 1927 adquirí una casa al número 2706 de l'Avinguda J, a Brooklyn, que es convertí en la seva residència oficial. No obstant això, els esdeveniments de l'època —com els negocis de contraban de licor clandestí i posteriorment la Guerra de Castellammare— el portaren a dur una vida força nòmada, repartida entre diverses propietats a Manhattan, Brooklyn, i la localitat de Wappingers Falls.
Del matrimoni amb Elisabetta Minore en nasqueren quatre fills: Domenico (novembre de 1913), Antonina (1915), Mariano (desembre de 1921) i Angelo (abril de 1923).
Gràcies a la seva obsessió per mantenir els seus llibres de negocis i l’agenda meticulosament actualitzats, després de la seva mort i del registre del seu despatx es descobrí que Maranzano mantenia contacte amb figures polítiques influents de l'Estat de Nova York, com ara el senador republicà Robert R. Lawson, diversos jutges i grups vinculats al Partit Demòcrata. També es va saber que mai arribà a obtenir la ciutadania estatunidenca. Alguns documents trobats a la seva oficina revelaren que, en algun moment de 1930, va subornar funcionaris d'immigració amb la finalitat d'accelerar el procés de naturalització. Tot i que el 5 de maig de 1930 se li aprovà la documentació necessària, ell mateix mai va completar el tràmit. Després del seu assassinat, la seva documentació va desaparèixer dels registres federals de naturalitzacions.

## En la cultura popular

### Pel·lícules
- Els secrets de la Cosa Nostra (1972) - intepretat per Joseph Wiseman
- Mobsters (1991) . interpretat per Michael Gambon
- Lansky (1999) - interpretat per Ron Gilbert
- Lansky (2021) . interpretat per Jay Giannone
- Bonanno: A Godfather's Story (1999) - interpretat per Edward James Olmos

### Sèries de televisió
- The Gangster Chronicles (1981) - interpretat per Joseph Mascolo
- Boardwalk Empire (2010–2014) - interpretat per Giampiero Judica
- Torchwood, episodi "Immortal Sins" (2011) - interpretat per Cris D'Annunzio